# Chelonus subtuberculatus
Chelonus subtuberculatus är en stekelart som beskrevs av Mccomb 1968. Chelonus subtuberculatus ingår i släktet Chelonus och familjen bracksteklar. Inga underarter finns listade i Catalogue of Life.